# Gruesa (religión)
En el ámbito eclesiástico, antiguamente se llamaba la gruesa a la parte principal de la renta de un beneficio. 
La gruesa de la renta de un canónigo consistía en los frutos particulares de su prebenda o en las cantidades que se le pagaban de la mesa por trimestres y no por distribución. Esto era lo que se llamaba en los cabildos fruto grueso. 
La gruesa de un cura era una porción en dinero o en especie que los mayores diezmeros daban a los párrocos en vez de los diezmos; o bien una renta congrua que un cura, que recibía todos los mayores diezmos de la parroquia, daba al vicario perpetuo para su subsistencia, además de los diezmos de frutos menores, los novales y el pie de altar de la iglesia. 